# Pireneje

Mapa topograficzna Pirenejów

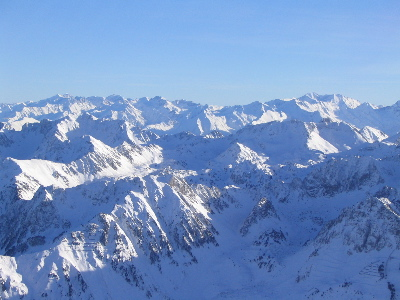
Pireneje Centralne

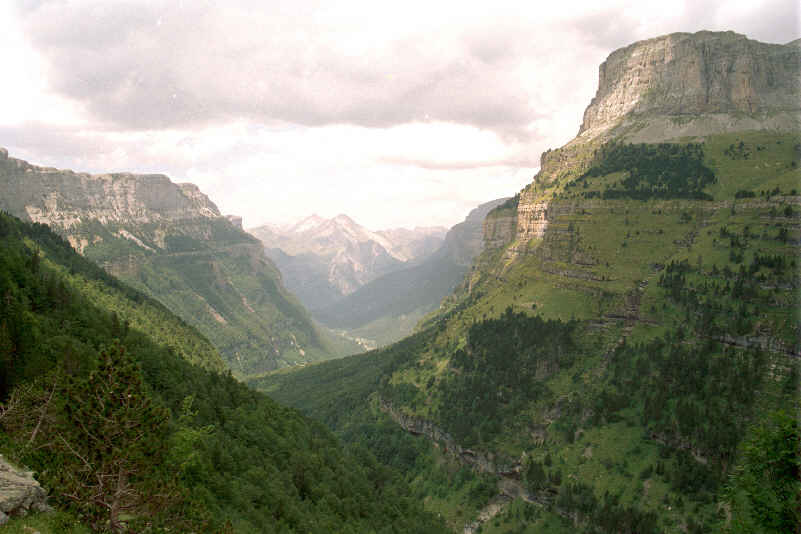
Dolina Ordesy

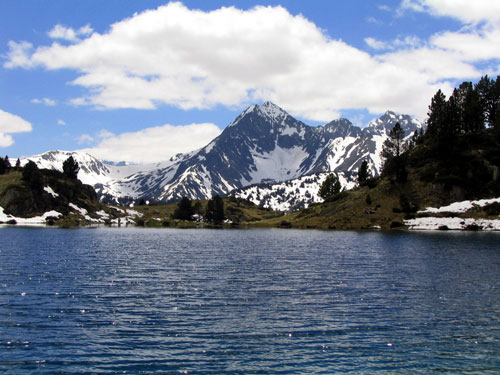
Pic de Bugatet – 2877 m n.p.m.

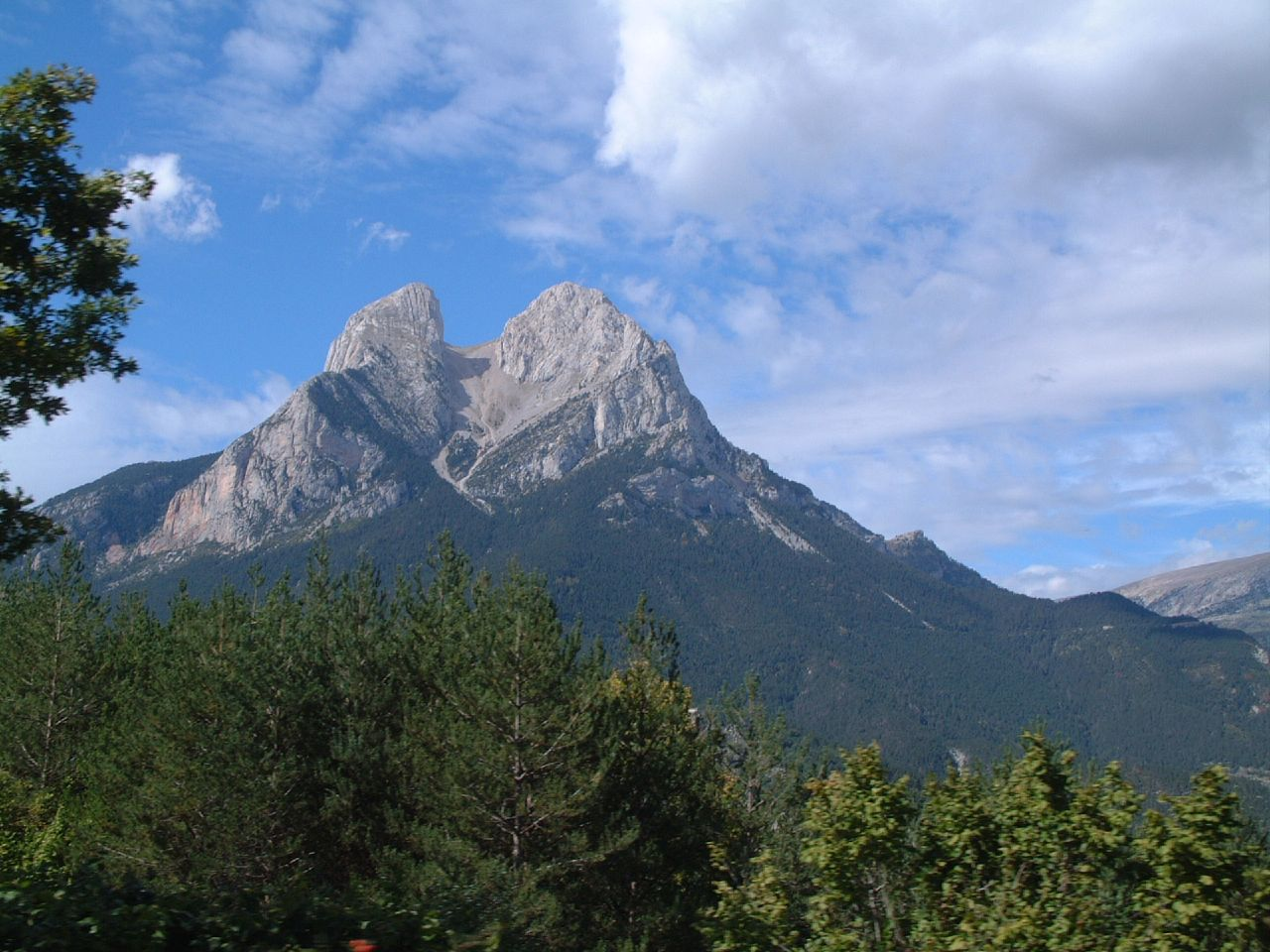
Pedraforca – 2497 m n.p.m.

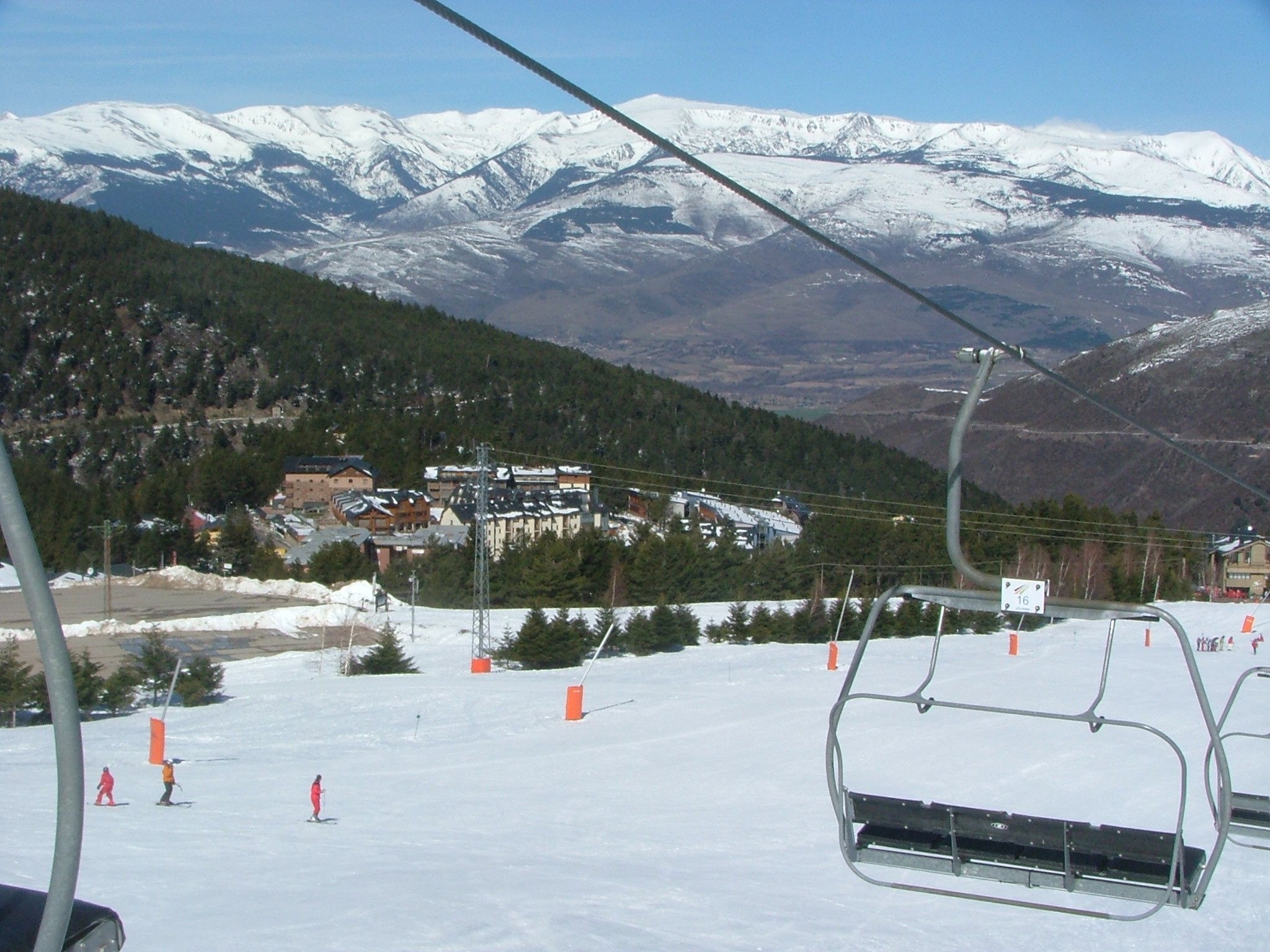
ośrodek zimowy La Molina

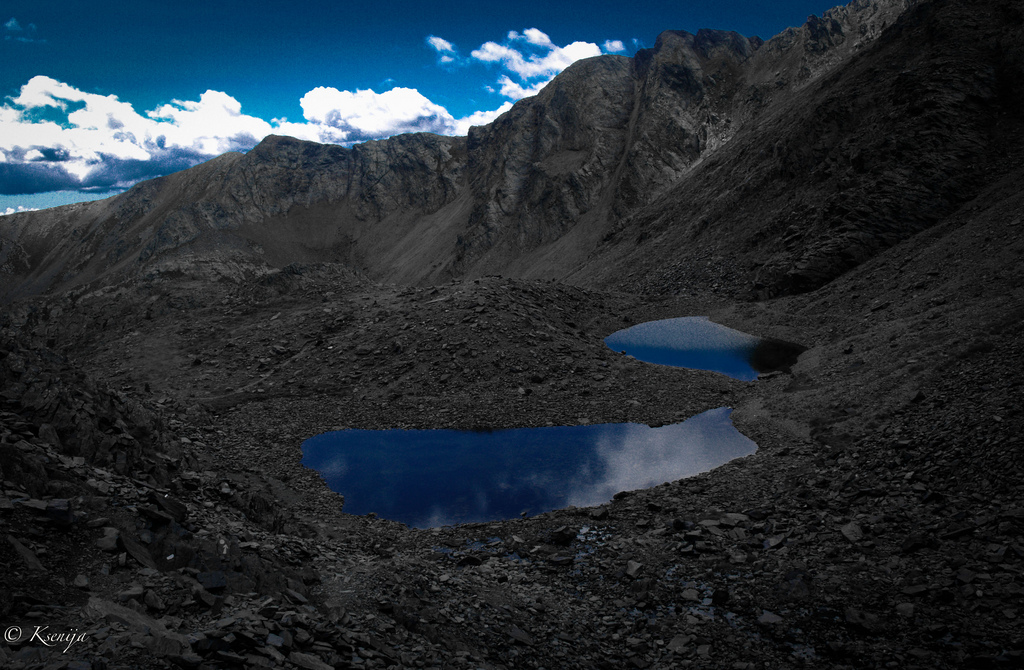
Jeziora polodowcowe w Andorze

Pireneje (hiszp. Pirineos, kat. Pirineus; franc. Pyrénées; gask. Pirenèus; arag. Perineus; bask. Pirinioak) – łańcuch górski w Europie, trzeci pod względem wysokości po Alpach i Górach Betyckich. Położony jest pomiędzy Francją (północna część) a Hiszpanią (południowa część). W niewielkiej środkowej części znajduje Andora.
Pireneje należą do Alpidów Zachodnich, Jego naturalne przedłużenie stanowią od zachodu Góry Kantabryjskie.
Pireneje rozciągają się pomiędzy Atlantykiem na zachodzie i Morzem Śródziemnym na wschodzie, osiągając długość 450 km. W większej części Pirenejów grzbiet pasma tworzy granicę francusko-hiszpańską, przebiegając także przez Andorę. Wyjątkiem jest Val d’Aran, która należy do Hiszpanii, mimo że znajduje się po północnej stronie pasma. Do innych drobnych orograficznych anomalii zaliczają się na przykład Cerdanya oraz hiszpańska eksklawa Llívia. Szerokość pasma w kierunku północ – południe waha się od 50 do 150 km.
Pireneje powstałe w czasie orogenezy alpejskiej, zbudowane są ze skał krystalicznych i osadowych.
Najwyższe szczyty zbudowane są z granitów i osiągają w najwyższym punkcie wysokość 3404 m n.p.m. – na Pico de Aneto w hiszpańskiej prowincji Huesca. Centralna, wapienna część, słynąca z krasowej doliny Ordesy i polodowcowego cyrku Gavarnie, wznosi się na Monte Perdido do wysokości 3355 m n.p.m.

## Nazwa
Słowo Pireneje pochodzi od imienia mitologicznej córki Atlasa, Pyrene (gr. ogień). Według mitologii Pirene została zgwałcona przez Heraklesa. Pirene przerażona, że urodzi węża, uciekła w góry, gdzie została zjedzona przez dzikie zwierzęta. Herodot zlokalizował miejsce tej legendy na swojej mapie Oikumene z 450 r. p.n.e.
Inna teoria mówi o pochodzeniu tego słowa z języka baskijskiego. Zgodnie z nią, łańcuch górski został nazwany llene os, co oznacza góry Księżyca.

## Podział
Podział polityczny
Pireneje są częścią następujących francuskich departamentów (ze wschodu na zachód): Pyrénées-Orientales, Aude, Ariège, Haute-Garonne, Hautes-Pyrénées oraz Pyrénées-Atlantiques (z których dwa ostatnie zawierają Park Narodowy Pirenejów).
Ponadto Pireneje są częścią następujących prowincji hiszpańskich (ze wschodu na zachód): Girony, Barcelony, Lleidy, Huesci, Saragossy, Nawarry oraz Gipuzkoa'y.
Całe Księstwo Andory znajduje się w Pirenejach.
Podział geograficzny

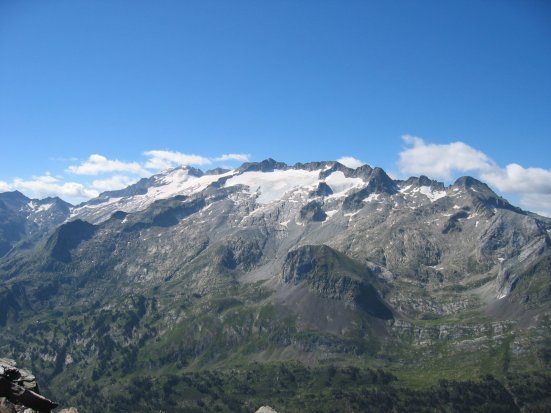
Pico d’Aneto, najwyższy szczyt Pirenejów

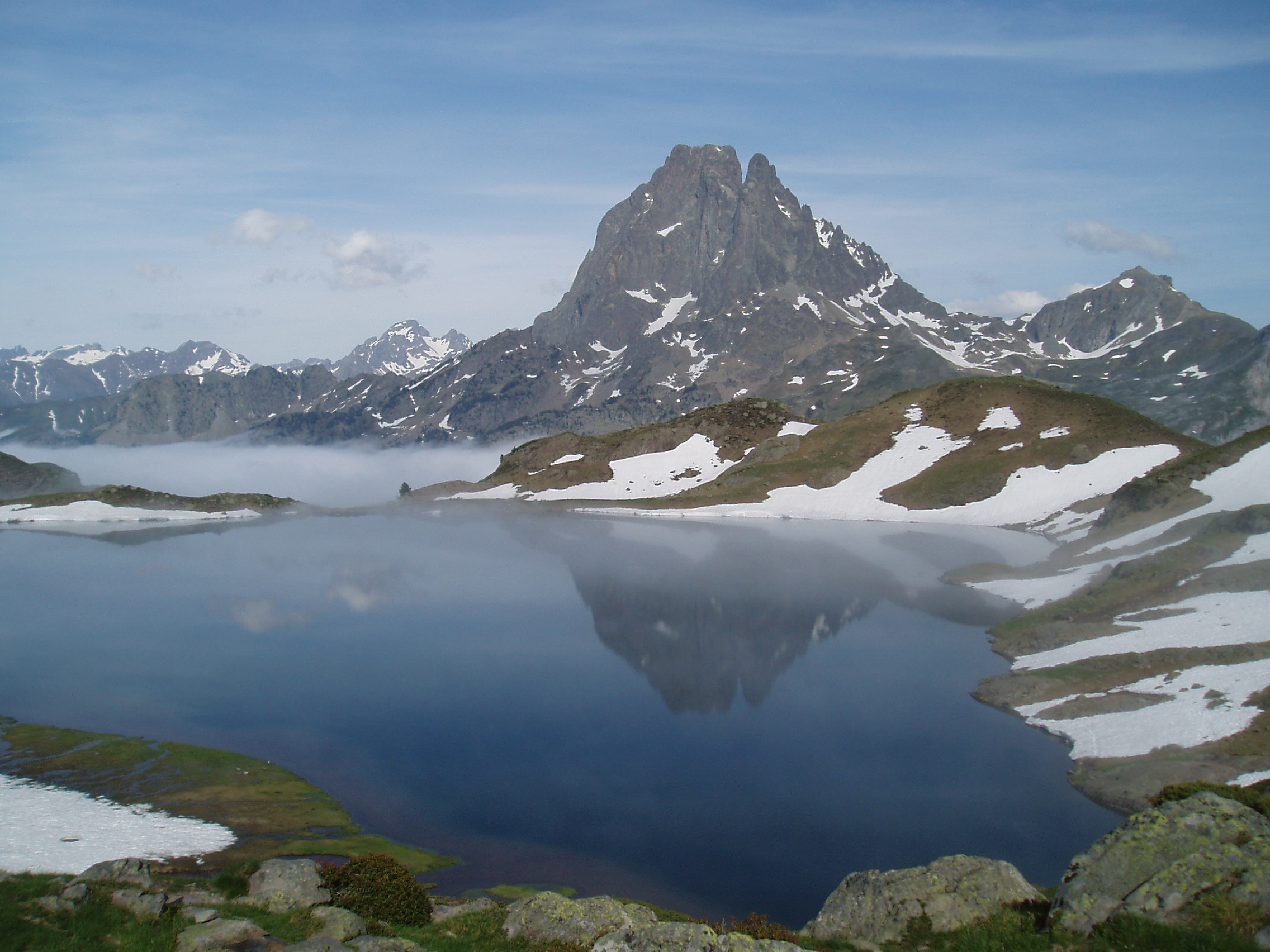
Midi d’Ossau – 2885 m n.p.m.

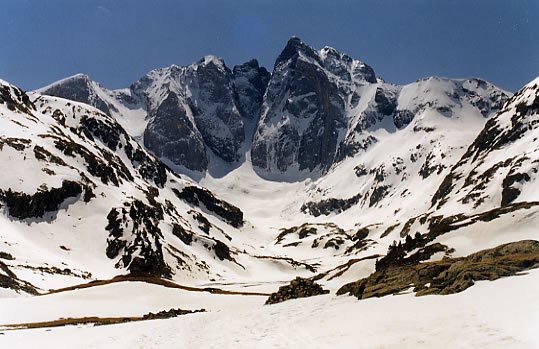
Vignemale – 3298 m n.p.m.

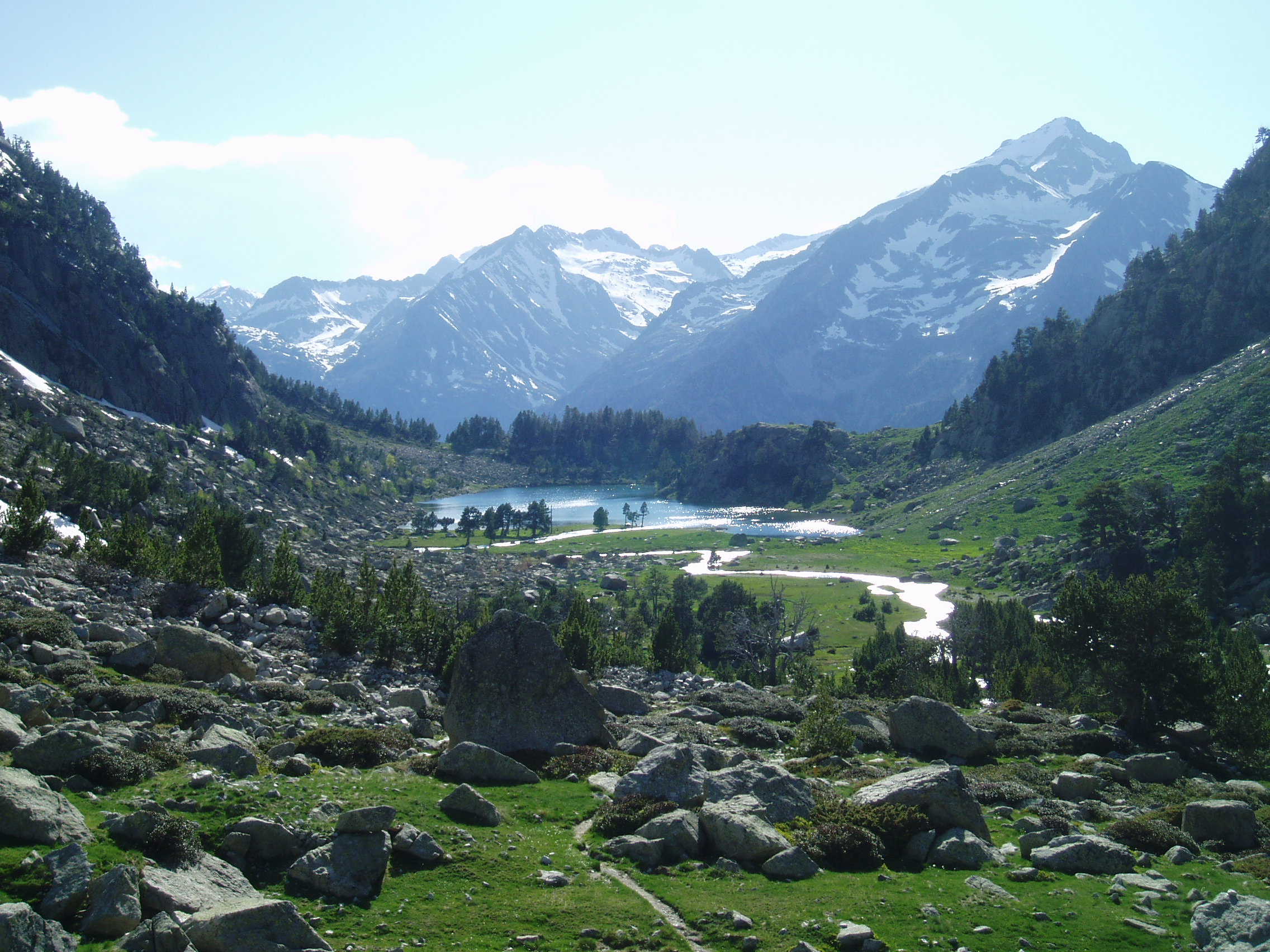
Masyw Besiberri (Macizo del Besiberri)

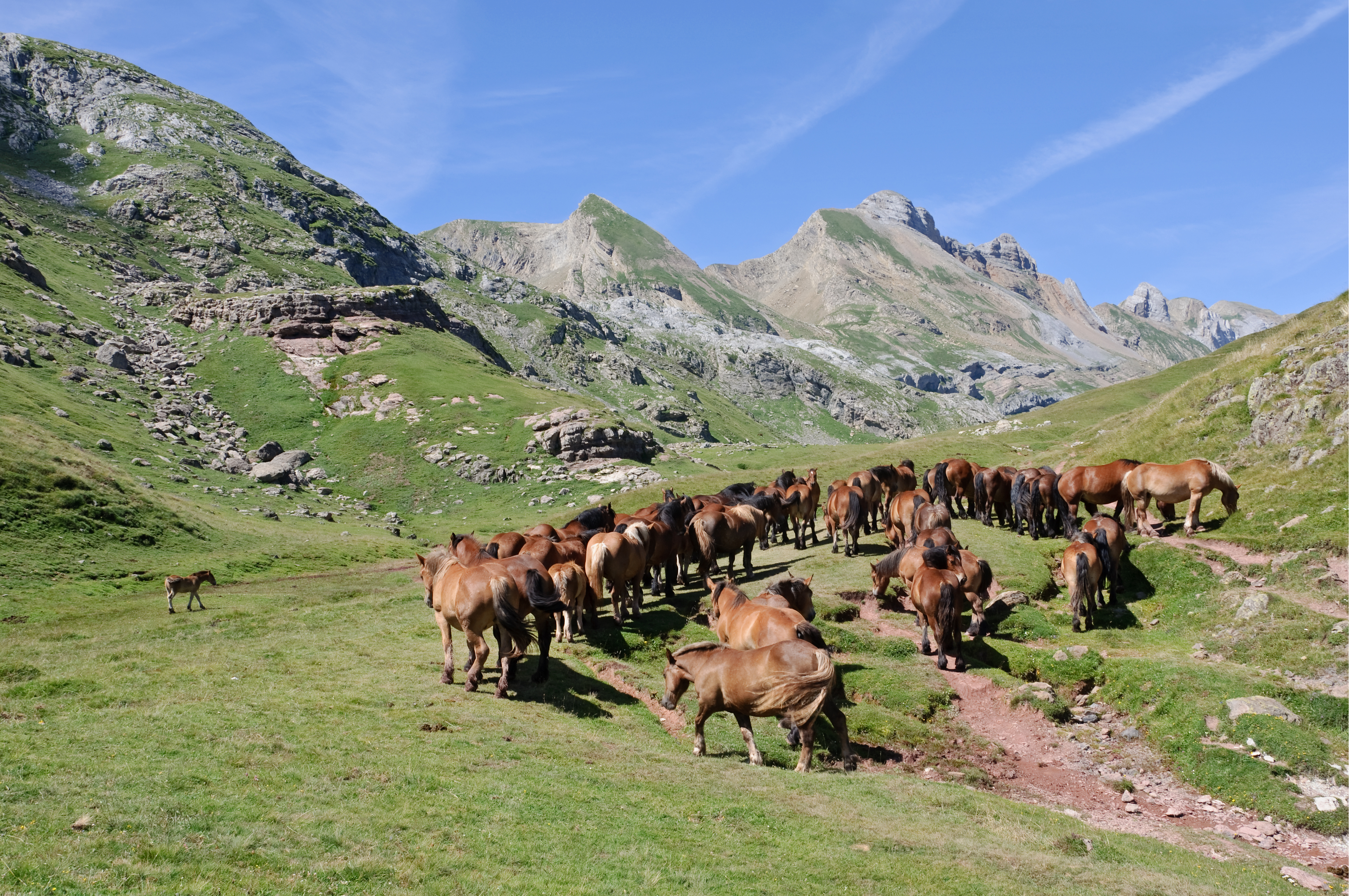
Stado koni na górskiej łące w Pirenejach, w pobliżu jeziora Estaens

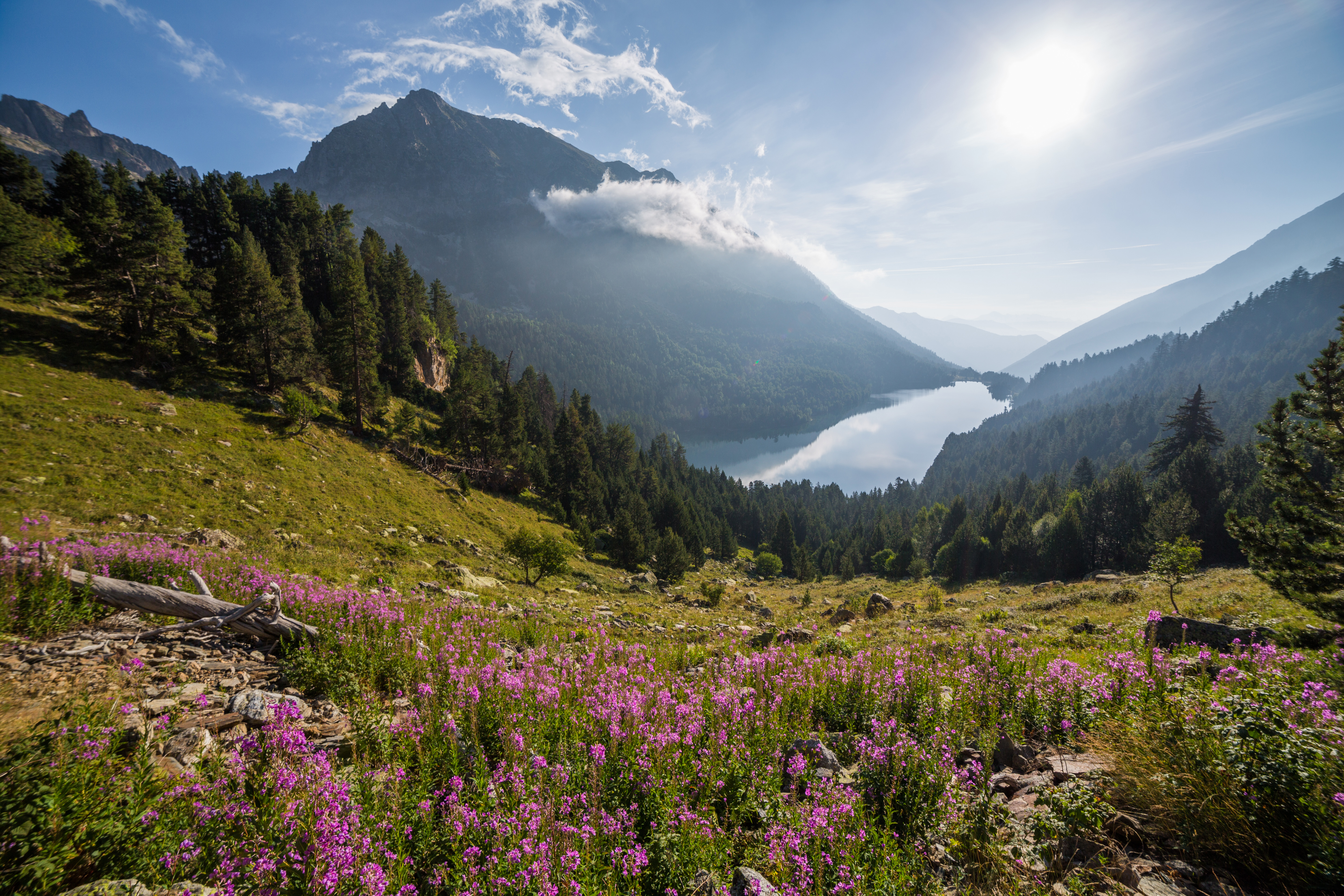
Park narodowy Parc Nacional d'Aigüestortes i Estany de Sant Maurici

Pireneje dzieli się zazwyczaj na trzy części: Zachodnią (lub Atlantycką), Centralną oraz Wschodnią.
Pireneje Środkowe rozciągają się na wschód od przełęczy Somport aż do Val d’Aran i zawierają najwyższe szczyty pasma:
- Aneto (lub Pic de Néthou) – 3404 m n.p.m. – w masywie Maladeta;
- Mont Posets – 3,375 m n.p.m.;
- Mont Perdu (lub Monte Perdido, Mont Perdut) – 3,355 m n.p.m.

W Pirenejach Atlantyckich średnia wysokość pasma stopniowo maleje ze wschodu na zachód, aż do miejsca, w którym Pireneje łączą się z Górami Baskijskimi obok Zatoki Biskajskiej.
W Pirenejach Wschodnich, z wyjątkiem przełomu na wschodnim krańcu Pyrénées Ariégeoises, średnia wysokość pasma utrzymuje się na jednolitym poziomie aż do nagłego spadku, następującego w części łańcucha znanej jako Albères.

## Rzeźba terenu
Najbardziej widoczne cechy geologiczne to: asymetria stoków w kierunku transwersalnym, tzn. że zbocze przeważa po stronie Francji niż Hiszpanii, a także asymetria długości (Pireneje łagodnie opadają w kierunku Atlantyku, a w kierunku Morza Śródziemnego są coraz bardziej strome).

## Geologia
Pireneje powstały w trzeciorzędzie, głównie w eocenie, wraz z wypiętrzeniem alpejsko-himalajskim (orogeneza alpejska).
W ich budowie wyróżnia się dwa kompleksy skalne. Starszy – składający się ze skał paleozoicznych, sfałdowanych w czasie orogenezy waryscyjskiej, występuje w osiowej części Pirenejów. Kompleks młodszy – składający się ze skał osadowych mezozoicznych i kenozoicznych, sfałdowanych w czasie orogenezy alpejskiej, występuje w częściach północnej i południowej.
W strefie osiowej występują skały metamorficzne: gnejsy, łupki łyszczykowe, fyllity, ordowickie łupki dachówkowe, sylurskie czarne łupki graptolitowe, dewońskie skały węglanowe oraz dolnokarbońskie utwory kulmowe oraz skały magmowe – granity, powstałe w czasie orogenezy waryscyjskiej. Miejscami występują osady węglonośne górnego karbonu, sfałdowane po stefanie. Na utworach waryscyjskich leżą czerwone zlepieńce powstałe w permie.
Na południe i na północ od strefy osiowej występują sfałdowane, lecz niezmetamorfizowane skały mezozoiczne i trzeciorzędowe. Są to triasowe skały detrytyczne z wkładkami ewaporatów, jurajskie osady węglanowe, kredowe osady węglanowe, margliste oraz piaskowcowe, górnokredowe utwory fliszowe i paleogeńskie osady wapienne. Jeszcze dalej na zewnątrz występują osady molasowe – piaskowce i mułowce, leżące niezgodnie na sfałdowanym podłożu. Po stronie północnej molasa powstała w miocenie i pliocenie, a po stronie południowej – w eocenie, oligocenie i miocenie.
Pierwsze ruchy tektoniczne orogenezy alpejskiej na obszarze Pirenejów nastąpiły w fazie starokimeryjskiej, trwały pod koniec kredy, a główne ich nasilenie przypadło na środkowy i górny eocen. Fałdowanie nastąpiło równocześnie z obrotem Mesety Iberyjskiej o około 35° w kierunku przeciwnym do wskazówek zegara i powstaniem (otwarciem) Zatoki Biskajskiej oraz zbliżeniem się Półwyspu Iberyjskiego do Afryki.
Wypiętrzenie Pirenejów jako łańcucha górskiego nastąpiło w neogenie.

## Szczyty
Najwyższe szczyty:
1. Aneto – 3404 m,
2. Mont Posets – 3375 m,
3. Mont Perdu – 3355 m,
4. Pico Maldito – 3350 m,
5. Pico Espadas – 3332 m,
6. Cilindro de Marboré – 3328 m,
7. Pico de la Maladeta – 3309 m,
8. Vignemale – 3298 m,
9. Clot de la Hount – 3289 m,
10. Soum de Ramond – 3259 m,
11. Pic de la Munia – 3133 m.

Najwyższe szczyty poszczególnych części Pirenejów:
- Pireneje Zachodnie – Bisaurín (2670 m),
- Pireneje Centralne – Aneto (3404 m),
- Pireneje Wschodnie – Pica d'Estats (3140 m).

## Rzeki
Pireneje są kolebką ważnych rzek. Te rzeki to: Adour, Garonna, Nivelle, Tec, Têt, Aglí i Andé (znajdujące się na terytorium Francji i częściowo na terytorium Hiszpanii) i Bidasoa, Aragón, Gállego, Cinca, Ésera, Segre, Ter, Llobregat, Muga i Fluvia (na terenie Hiszpanii).

## Pireneiści
- Louis François Ramond de Carbonnières – naturalista (1755–1827)
- Franz Schrader – geograf (1844–1924)
- Henry Russell – hrabia Russell-Killough (1834–1909)
- Pedro Montserrat Recoder – botanik (1918–2017)

## Rozrywka
W Pirenejach znajduje się wiele miejsc przygotowanych do rozrywki, które oferują duże możliwości ze względu na swoje piękno i klimat.
Hiszpania: Candanchú, Astún, Formigal, Panticosa-Los Lagos, Cerler, BoíTaül Resort, Baqueira Beret, Port-Ainé, Port del Comte, Espot Esquí Parc, Tavascan.
Andora: Ordino Arcalis, Pal Arinsal, Pas de la Casa-Grau Roig, Soldeu el Tarter, La Rabassa.
Francja: La Pierre-st Martín, Artouste, Gourette, Luz Ardiden, Cauterets, Hautacam, Bareges, Gavarnie-Gèdre, La Mongie, Piau Engaly, Saint Lary, Val Louron, Peyragudes, Luchon Superbagneres, Porte Puimorens, Ax-Les-Thermes, Font Romeu, Les Angles, Puyvalador, Formigueres, Puigmal 2600, Cambré d´Aze, Guzet, Les Mont d´Olmes, Ascou-Pailheres, Mijanes-Donezan.